# شانه جاده
شانه جاده که به آن شانه خاکی یا به اختصار شانه هم گفته می‌شود یک خط عبوری در کناره هر یک از دو طرف یک راه است. شانه خاکی برای برای توقف اضطرارای خودرو استفاده می‌شود.  
در جاده‌های بزرگتر مانند آزادراه یا  بزرگراه  ممکن است در دو سمت مسیر حرکت شانه وجود داشته باشد. شانه‌ها برای عبور و مرور عادی خودروها ساخته نمی‌شوند ولی استثناهایی برای حرکت در آن‌ها وجود دارد.
شانه جاده کاربردهای متعددی دارد از جمله:
- توقف خودرو در شرایط اضطراری و تصادفات.
- عبور وسایل نقلیه اضطراری از جمله آمبولانس و ماشین پلیس  برای دور زدن ترافیک.
- عبور خودروها با احتیاط و اجازه در شرایط ترافیک سنگین.
- عبور اتوبوس در شانه‌های مشخص.
- جلوگیری از برخورد با وسیله نقلیه‌ای که بی احتیاط از مقابل می‌آید.
- استفاده به عنوان خط یا لاین ترافیک کمکی در ساعات شلوغ.
- استفاده دوچرخه و پیاده.
- استحکام جاده

## مشخصات کلی

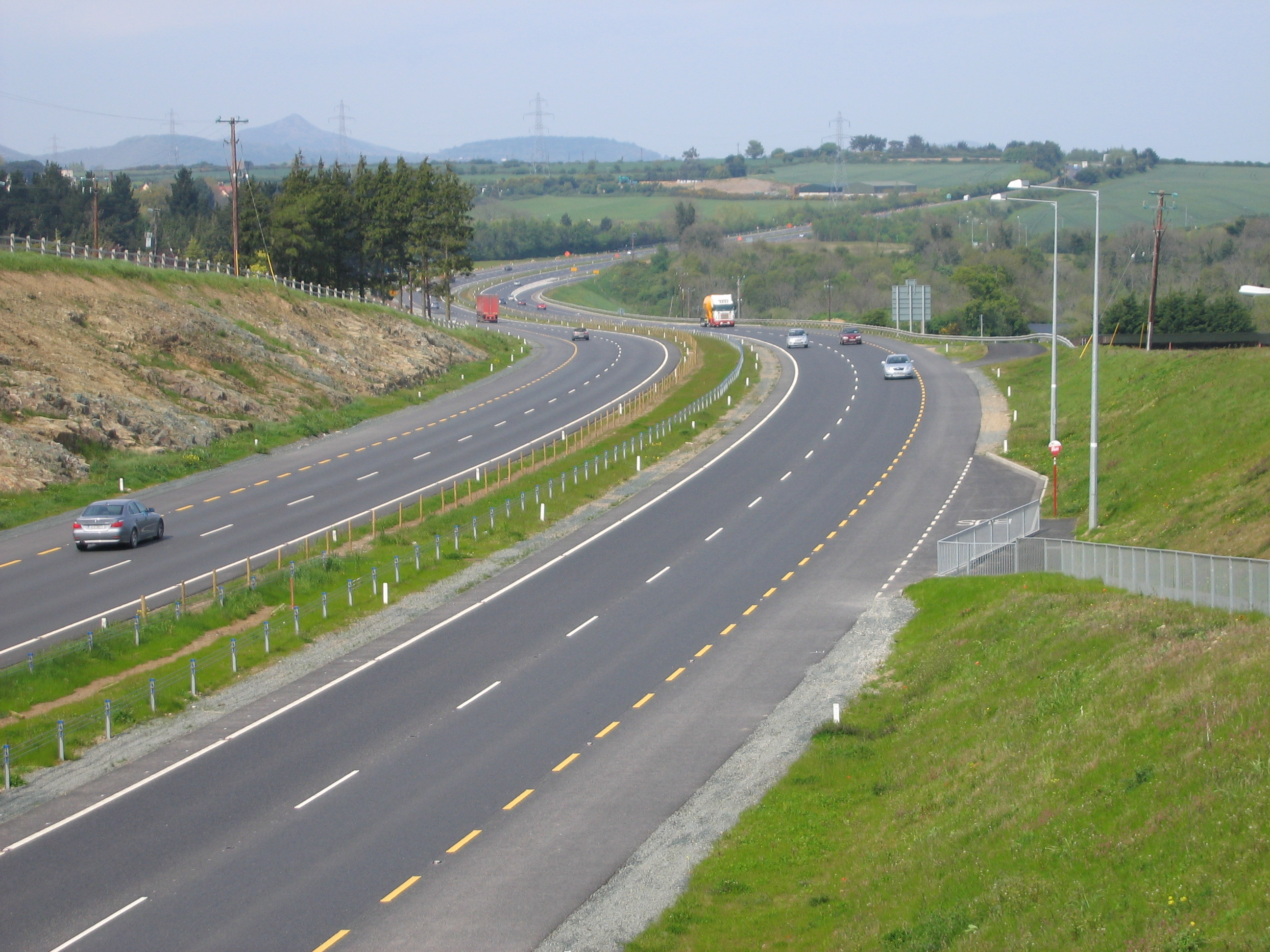
در ایرلند خطوط منقطع زرد نشانه شانه راه هستند.

شانه راه معمولاً کم عرض تر از لاین‌های دیگر یک جاده است.
در برخی از موارد به خصوص در جاده‌های روستایی  قدیمی تر، شانه جاده از شن پوشیده می‌شود به جای اینکه  آسفالت یا بتن باشد. شانه‌های شنی و خاکی را شانه نرم و شانه‌های بتنی یا آسفالتی را شانه سخت می نامند. امروزه هرجا ممکن باشد شانه آسفالته یا سخت ارجحیت دارد.

## شانه ویژه اتوبوس
در برخی از مناطق قانونی در ایالات متحده و کانادا اتوبوس مجاز به رانندگی بر روی شانه جاده برای عبور سریع از ترافیک است. به این شانه‌ها فقط-اتوبوس یا شانه ویژه اتوبوس (BBS); گفته می‌شود. 

## ویژگی‌های شانه راه در کشورهای مختلف

### ایالات متحده

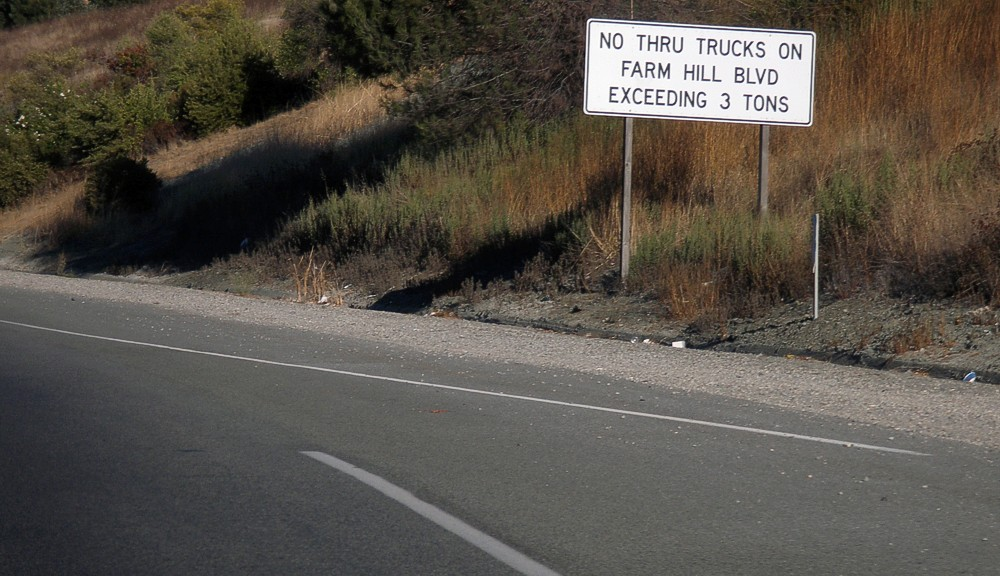
برش در خط شانه برای هشدار دادن خروجی در محل‌های مه آلوده.

در ایالات متحده، شانه سمت راست با خط سفید ممتد از بقیه خطوط جاده متمایز می‌شود. 
به‌طور معمول فرد اجازه رانندگی در شانه را ندارد مگر با اجازه قضایی یا پلیس. 

## همچنین نگاه کنید
- خط اتوبوس